# Vavá
Edvaldo Izídio Neto bedre kendt som Vavá (12. november 1934 – 19. januar 2002) var en brasiliansk fodboldspiller og fodboldtræner, der blev delt topscorer ved VM i 1962 for Brasiliens landshold, der også vandt turneringen. Han scorede fire mål ved slutrunden, heraf det ene i finalen, og var en af seks spillere der delte turneringens topscorerpris. Han var også med til at vinde guld ved VM i 1958, også her var han blandt målscorerne i finalen. Han er dermed en af kun fire spillere, der har scoret i to forskellige VM-finaler. De tre andre er Pelé, Paul Breitner og Zinedine Zidane.
Vavá spillede på klubplan primært for Vasco da Gama i hjemladet, og spanske Atlético Madrid. Han havde også ophold i Palmeiras, samt i mexicanske Club América.